# Horismenus urichi
Horismenus urichi är en stekelart som beskrevs av Crawford 1912. Horismenus urichi ingår i släktet Horismenus och familjen finglanssteklar. Inga underarter finns listade i Catalogue of Life.